# Emil z Kordoby
Emil z Kordoby, właśc. hiszp. Emilio de Córdoba (zm. 852 w Kordobie) – krytyk islamu, męczennik chrześcijański i święty Kościoła katolickiego.
Osądzony przez muzułmanów, w czasach panującego emira Abderramána II, został uwięziony a następnie ścięty.
Jego wspomnienie liturgiczne obchodzone jest 15 września.